# All Star (canción)
«All Star» —en español, «Toda una estrella»— es una canción de la banda estadounidense de rock Smash Mouth. Fue lanzado el 4 de mayo de 1999 como el segundo sencillo de su álbum Astro Lounge, y es una de las canciones más exitosas del grupo, alcanzando el puesto número 4 en el Billboard Hot 100.

## Composición
«All Star» está compuesta en Fa sostenido mayor con un tempo de 104 beats por minuto. Según una entrevista de 2017, el compositor Greg Camp estaba interesado en explorar varias capas de significado con la canción despojada: el grito de batalla social, el himno deportivo, la afirmación de fanbase, el lirismo poético, la melodía extensa, la inclusión, la música videos musicales artística y más.

## Vídeo musical
El vídeo musical (dirigido por McG) cuenta con participaciones especiales de William H. Macy, Ben Stiller, Hank Azaria, Diane Rehm, Paul Reubens, Kel Mitchell, Janeane Garofalo, Doug Jones y Dane Cook como sus personajes de la película Mystery Men (1999), la cual usó la canción.

## Rendimiento comercial
La canción alcanzó el n.º 2 en Billboard Modern Rock Tracks chart el n.º 4 en Billboard Hot 100. En Canadá, alcanzó el número 2 en la lista RPM.

## Músicos
- Steven Harwell: voz principal y coros
- Greg Camp: guitarra eléctrica y coros
- Paul De Lisle: bajo y coros
- Kevin Coleman: batería
- Michael Klooster: sintetizadores y tornamesa

## En la cultura popular
- Además de Mystery Men, fue muy utilizada para promover la franquicia de películas Shrek, especialmente en la primera película (2001). Durante los créditos iniciales, donde se presenta al personaje principal. La devoción hacia la canción ha sido considerada un factor de memes y obsesión del Internet hacia la franquicia.[7]
- La canción se ha utilizado en Digimon: La película e Inspector Gadget.
- La banda aparece en el final de la película de 2001 Rat Race interpretando la canción en un concierto.[8]
- La canción y su video han sido usados en un gran número de remixes en YouTube en forma de memes de Internet, mayormente por su uso en las películas de Shrek.[9]
- La canción aparece en el videojuego 2008 Guitar Hero: On Tour como una pista jugable.

## Lista de canciones

### CD sencillo (Europa)
1. «All Star»
2. «Walkin' on the Sun»
3. «Why Can't We Be Friends?»
4. «Can't Get Enough of You Baby»

### CD1
1. «All Star»
2. «Walkin' On the Star» (Sun E Delight Remix)
3. «The Fonz»

### CD2
1. «All Star»
2. «Walkin' On the Sun»
3. «Can't Get Enough of You Baby»
4. «Walkin' on the Sun» (Video)

## Posicionamiento en listas
| Listas (1999)                               | Mejor posición |
| ------------------------------------------- | -------------- |
| Alemania (Offizielle Deutsche Charts)       | 74             |
| Australia (ARIA)                            | 4              |
| Bélgica (Flandes) (Ultratip Bubbling Under) | 9              |
| Canada Top Singles (RPM)                    | 2              |
| Canada Rock (RPM)                           | 6              |
| Estados Unidos (Billboard Hot 100)          | 4              |
| Estados Unidos (Mainstream Top 40)          | 1              |
| Estados Unidos (Adult Top 40)               | 1              |
| Estados Unidos (Modern Rock Tracks)         | 2              |
| Finlandia (OFC)                             | 17             |
| Italia (FIMI)                               | 45             |
| Nueva Zelanda (Recorded Music NZ)           | 15             |
| Países Bajos (Mega Single Top 100)          | 57             |
| Reino Unido (UK Singles Chart)              | 24             |
| Suecia (Sverigetopplistan)                  | 49             |

| Listas (1999)                    | Posición |
| -------------------------------- | -------- |
| Australia (ARIA)                 | 31       |
| Canadá RPM Singles Chart         | 4        |
| Canadá RPM Rock Chart            | 32       |
| Estados Unidos Billboard Hot 100 | 17       |